# Сімоне Болеллі
Сімоне Болеллі (італ. Simone Bolelli) — італійський тенісист, переможець Відкритого чемпіонату Австралії  у парному розряді.
Болеллі грає як в одиночному так і парному розрядах, де його постійним партнером є інший італієць Фабіо Фоніні. Разом із Фоньїні він виграв Відкритий чемпіонат Австралії 2015, що є його найбільшим досягненням. 

## Значні фінали

### Фінали турнірів Великого шолома

#### Парний розряд: 1 (1 титул)
| Результат | Рік  | Турнір          | Поверхня | Партнер      | Супротивники             | Рахунок  |
| --------- | ---- | --------------- | -------- | ------------ | ------------------------ | -------- |
| Перемога  | 2015 | Australian Open | Хард     | Фабіо Фоніні | П'єр-Юг Ербер Ніколя Маю | 6–4, 6–4 |

### Фінали Мастерс 1000

#### Парний розряд: 3 (3 поразки)
| Результат | Рік  | Турнір       | Поверхня | Партнер      | Супротивники              | Рахунок               |
| --------- | ---- | ------------ | -------- | ------------ | ------------------------- | --------------------- |
| Поразка   | 2015 | Індіан-Веллз | Хард     | Фабіо Фоніні | Джек Сок Вашек Поспішил   | 6–4, 6–7(3–7), [10–7] |
| Поразка   | 2015 | Монте-Карло  | Ґрунт    | Фабіо Фоніні | Боб Браян Майк Браян      | 6–7(3–7), 1–6         |
| Поразка   | 2015 | Шанхай       | Хард     | Фабіо Фоніні | Равен Класен Марсело Мело | 3–6, 3–6              |

## Фінали турнірів ATP

### Одиночний розряд: 1 (1 поразка)
| Легенда                       |
| ----------------------------- |
| Турніри Великого шолома (0–0) |
| Фінал ATP (0–0)               |
| Тур ATP Мастерс 1000 (0–0)    |
| Тур ATP 500 (0–0)             |
| Тур ATP 250 (0–1)             |

| Фінали за покриттям |
| ------------------- |
| Тверде (0–0)        |
| Ґрунт (0–1)         |
| Трава (0–0)         |

| Фінали за умовами |
| ----------------- |
| Під небом (0–1)   |
| У залі (0–0)      |

| Результат | В-П | Дата     | Турнір              | Tier          | Покриття | Опонент           | Рахунок                 |
| --------- | --- | -------- | ------------------- | ------------- | -------- | ----------------- | ----------------------- |
| Поразка   | 0–1 | Тра 2008 | BMW Open, Німеччина | International | Ґрунт    | Фернандо Гонсалес | 6–7(4–7), 7–6(7–4), 3–6 |

### Парний розряд: 36 (18 титулів, 18 поразок)
| Легенда                       |
| ----------------------------- |
| Турніри Великого шолома (1–3) |
| Фінал ATP (0–0)               |
| Тур ATP Мастерс 1000 (0–3)    |
| Тур ATP 500 (7–3)             |
| Тур ATP 250 (10–9)            |

| Фінали за покриттям |
| ------------------- |
| Тверде (6–8)        |
| Ґрунт (10–8)        |
| Трава (2–2)         |

| Фінали за умовами |
| ----------------- |
| Під небом (17–15) |
| У залі (1–3)      |

| Результат | В-П   | Дата     | Турнір                                            | Tier         | Покриття    | Партнер           | Опоненти                            | Рахунок                   |
| --------- | ----- | -------- | ------------------------------------------------- | ------------ | ----------- | ----------------- | ----------------------------------- | ------------------------- |
| Перемога  | 1–0   | Тра 2011 | BMW Open, Німеччина                               | 250 Series   | Ґрунт       | Орасіо Себальйос  | Андреас Бек Крістофер Кас           | 7–6(7–3), 6–4             |
| Перемога  | 2–0   | Лип 2011 | Відкритий чемпіонат Хорватії з тенісу, Хорватія   | 250 Series   | Ґрунт       | Фабіо Фоніні      | Марин Чилич Ловро Зовко             | 6–3, 5–7, [10–7]          |
| Поразка   | 2–1   | Жов 2012 | Кубок Кремля, Росія                               | 250 Series   | Тверде (i)  | Даніеле Браччалі  | Франтішек Чермак Міхал Мертиняк     | 5–7, 3–6                  |
| Перемога  | 3–1   | Лют 2013 | Argentina Open, Аргентина                         | 250 Series   | Ґрунт       | Фабіо Фоньїні     | Ніколас Монро Зімон Штадлер         | 6–3, 6–2                  |
| Поразка   | 3–2   | Лют 2013 | Mexican Open, Мексика                             | 500 Series   | Ґрунт       | Фабіо Фоньїні     | Лукаш Кубот Давід Марреро           | 5–7, 2–6                  |
| Перемога  | 4–2   | Січ 2015 | Відкритий чемпіонат Австралії з тенісу, Австралія | Grand Slam   | Тверде      | Фабіо Фоньїні     | П'єр-Юг Ербер Ніколя Маю            | 6–4, 6–4                  |
| Поразка   | 4–3   | Бер 2015 | Indian Wells Open, US                             | Masters 1000 | Тверде      | Фабіо Фоньїні     | Вашек Поспішил Джек Сок             | 4–6, 7–6(7–3), [7–10]     |
| Поразка   | 4–4   | Кві 2015 | Мастерс Монте-Карло, Монако                       | Masters 1000 | Ґрунт       | Фабіо Фоньїні     | Боб Браян Майк Браян                | 6–7(3–7), 1–6             |
| Поразка   | 4–5   | Жов 2015 | Мастерс Шанхай, КНР                               | Masters 1000 | Тверде      | Фабіо Фоньїні     | Равен Класен Марсело Мело           | 3–6, 3–6                  |
| Перемога  | 5–5   | Лют 2016 | Dubai Tennis Championships, UAE                   | 500 Series   | Тверде      | Андреас Сеппі     | Фелісіано Лопес Марк Лопес Таррес   | 6–2, 3–6, [14–12]         |
| Поразка   | 5–6   | Лип 2018 | Swedish Open, Швеція                              | 250 Series   | Ґрунт       | Фабіо Фоньїні     | Хуліо Перальта Орасіо Себальйос     | 3–6, 4–6                  |
| Поразка   | 5–7   | Вер 2019 | St. Petersburg Open, Росія                        | 250 Series   | Тверде (i)  | Маттео Берреттіні | Дівідж Шаран Ігор Зеленай           | 3–6, 6–3, [8–10]          |
| Поразка   | 5–8   | Жов 2019 | Kremlin Cup, Росія                                | 250 Series   | Тверде (i)  | Андрес Мольтені   | Марсело Демолінер Матве Мідделкоп   | 1–6, 2–6                  |
| Перемога  | 6–8   | Бер 2021 | Chile Open, Чилі                                  | 250 Series   | Ґрунт       | Максімо Гонсалес  | Федеріко Дельбоніс Хауме Мунар      | 7–6(7–4), 6–4             |
| Поразка   | 6–9   | Кві 2021 | Sardegna Open, Італія                             | 250 Series   | Ґрунт       | Андрес Мольтені   | Лоренцо Сонего Андреа Вавассорі     | 3–6, 4–6                  |
| Поразка   | 6–10  | Тра 2021 | Geneva Open, Швейцарія                            | 250 Series   | Ґрунт       | Максімо Гонсалес  | Джон Пірс (тенісист) Майкл Вінус    | 2–6, 5–7                  |
| Перемога  | 7–10  | Тра 2021 | Emilia-Romagna Open, Італія                       | 250 Series   | Ґрунт       | Максімо Гонсалес  | Олівер Марах Айсам-уль-Хак Куреші   | 6–3, 6–3                  |
| Перемога  | 8–10  | Чер 2021 | Mallorca Open, Іспанія                            | 250 Series   | Трава       | Максімо Гонсалес  | Новак Джокович Карлос Гомес-Еррера  | Walkover                  |
| Поразка   | 8–11  | Січ 2022 | Sydney International, Австралія                   | 250 Series   | Тверде      | Фабіо Фоньїні     | Джон Пірс (тенісист) Філіп Полашек  | 5-7, 5-7                  |
| Перемога  | 9–11  | Лют 2022 | Rio Open, Бразилія                                | 500 Series   | Ґрунт       | Фабіо Фоньїні     | Джеймі Маррей Бруно Соарес          | 7–5, 6–7(2–7), [10–6]     |
| Поразка   | 9–12  | Лип 2022 | Swedish Open, Швеція                              | 250 Series   | Ґрунт       | Фабіо Фоньїні     | Рафаель Матос Давід Веґа Ернандес   | 4–6, 6–3, [11–13]         |
| Перемога  | 10–12 | Лип 2022 | Хорватія Open (2), Хорватія                       | 250 Series   | Ґрунт       | Фабіо Фоньїні     | Ллойд Ґласспул Гаррі Геліоваара     | 5–7, 7–6(8–6), [10–7]     |
| Перемога  | 11–12 | Лют 2023 | Аргентина Open (2), Аргентина                     | 250 Series   | Ґрунт       | Фабіо Фоньїні     | Ніколас Баррієнтос Аріель Беар      | 6–2, 6–4                  |
| Поразка   | 11–13 | Чер 2023 | Halle Open, Німеччина                             | 500 Series   | Трава       | Андреа Вавассорі  | Марсело Мело Джон Пірс (тенісист)   | 6–7(3–7), 6–3, [6–10]     |
| Поразка   | 11–14 | Лип 2023 | Хорватія Open, Хорватія                           | 250 Series   | Ґрунт       | Андреа Вавассорі  | Блаж Рола Нино Сердарушич           | 6–4, 6–7(2–7), [13–15]    |
| Поразка   | 11–15 | Січ 2024 | Australian Open, Австралія                        | Grand Slam   | Тверде      | Андреа Вавассорі  | Роган Бопанна Меттью Ебден          | 6–7(0–7), 5–7             |
| Перемога  | 12–15 | Лют 2024 | Аргентина Open (3), Аргентина                     | 250 Series   | Ґрунт       | Андреа Вавассорі  | Марсель Гранольєрс Орасіо Себальйос | 6–2, 7–6(8–6)             |
| Поразка   | 12–16 | Чер 2024 | Відкритий чемпіонат Франції з тенісу, Франція     | Grand Slam   | Ґрунт       | Андреа Вавассорі  | Марсело Аревало Мате Павич          | 5–7, 3–6                  |
| Перемога  | 13–16 | Чер 2024 | Halle Open, Німеччина                             | 500 Series   | Трава       | Андреа Вавассорі  | Кевін Кравіц Тім Пюц                | 7–6(7–3), 7–6(7–5)        |
| Перемога  | 14–16 | Жов 2024 | China Open, КНР                                   | 500 Series   | Тверде      | Андреа Вавассорі  | Гаррі Геліоваара Генрі Петтен       | 4–6, 6–3, [10–5]          |
| Перемога  | 15–16 | Січ 2025 | Adelaide International, Австралія                 | 250 Series   | Тверде      | Андреа Вавассорі  | Kevin Krawietz Тім Пютц             | 4–6, 7–6(7–4), [11–9]     |
| Поразка   | 15–17 | Січ 2025 | Australian Open, Австралія                        | Grand Slam   | Тверде      | Андреа Вавассорі  | Гаррі Геліоваара Генрі Паттен       | 7–6(18–16), 6–7(5–7), 3–6 |
| Перемога  | 16–17 | Лют 2025 | Rotterdam Open, Нідерланди                        | ATP 500      | Тверде (i)  | Андреа Вавассорі  | Сандер Жіє Ян Зелінський            | 6–2, 4–6, [10–6]          |
| Перемога  | 17–17 | Тра 2025 | Hamburg Open                                      | ATP 500      | Ґрунт (red) | Андреа Вавассорі  | Андрес Мольтені Фернандо Ромболі    | 6–4, 6–0                  |
| Поразка   | 17–18 | Чер 2025 | Halle Open, Німеччина                             | ATP 500      | Трава       | Андреа Вавассорі  | Кевін Кравіц Тім Пюц                | 6–3, 7–6(7–4)             |
| Перемога  | 18–18 | Лип 2025 | Washington Open, США                              | ATP 500      | Тверде      | Андреа Вавассорі  | Юго Нис Едуар Роже-Васслен          | 6–3, 6–4                  |

## Виноски
1. 1 2  Association of Tennis Professionals website

| Тенісист | Це незавершена стаття про тенісиста чи тенісистку. Ви можете допомогти проєкту, виправивши або дописавши її. |